# Peter Voss, der Held des Tages
Peter Voss, der Held des Tages ist eine deutsche Kriminalkomödie von Regisseur Georg Marischka aus dem Jahr 1959. Sie ist die Fortsetzung von Peter Voss, der Millionendieb aus dem Jahr 1958. Die Hauptrolle spielte wie schon beim Vorgänger O. W. Fischer, weitere Schauspieler übernahmen wieder ihre Rolle aus dem ersten Teil.

## Handlung
Peter Voss hat sich nach all seinen Abenteuern auf eine Alm zurückgezogen, wo er endlich in Ruhe Knödel essen will, als Perrier, der Anwalt seines verstorbenen Freundes de la Roche, erscheint. Er bittet Peter Voss um Hilfe, will de la Roches Tochter und Perriers Mündel Mary doch mit Erreichen der Volljährigkeit in wenigen Wochen den Prinzen Villarossa heiraten. Der hat es wiederum nur auf Marys Vermögen abgesehen. Zwar hat de la Roche nur wenig Bargeld hinterlassen, doch ist seine Villa auf zwei Millionen Mark gegen Einbruch versichert. In der Villa muss also ein sehr wertvoller Gegenstand existieren.
Peter Voss nimmt zunächst Prinz Villarossa und seine zwielichtigen Freunde Dolly, Baron de Clock, Charley und Leslie unter die Lupe. Dann sucht er Mary auf und findet im Haus durch Zufall eine Geheimtür, hinter der sich chinesische Preziosen befinden, darunter auch acht kostbare Ming-Pferdchen. Peter Voss bestaunt sie gerade, als Bobby Dodd plötzlich hinter ihm steht. Er wurde zur Bewachung der Pferdchen eingestellt. Zwar sind Bobby Dodd und Peter Voss befreundet, doch nutzt Peter die Gelegenheit und schlägt Bobby k.o. Die Pferdchen bringt er wie vereinbart zu Perrier. Dieser hofft, dass Villarossa das Interesse an Mary verlieren wird, wenn sie ihr Vermögen verloren hat.
Kurze Zeit später findet Peter Voss Perrier ohnmächtig in seinem Haus. Die Pferdchen wurden von Villarossas Bande, die von Baron de Clock angeführt wird, gestohlen. In einer Bar belauscht Peter Voss die Bande verkleidet und erfährt, dass die Pferdchen erst in 14 Tagen verkauft werden können. Bis dahin teilen die Mitglieder die Pferdchen untereinander auf: Leslie erhält wie Dolly und Charley eines, Villarossa zwei und der Baron die restlichen drei. Jeder begibt sich für die 14 Tage in ein anderes Land. Peter Voss wiederum erhält bei seiner Jagd auf die Pferdchen Unterstützung von Grace McNaughty, die von Villarossa für Mary verlassen wurde.
Charley geht nach Las Vegas und wird von Peter Voss zunächst beim Pokerspiel ausgenommen und später beim Schätzen des Ming-Pferdchens von ihm in Gestalt eines weisen Chinesen um das Pferdchen gebracht.
Grace spürt Leslie in Palmariva auf, wo es zu Unruhen kommt und sich bald die Männer des Präsidenten und die Rebellen bekämpfen. In neuer Verkleidung bringt Peter Voss Leslie dazu, außer Landes fliehen zu wollen. Peter Voss rettet das Pferdchen und lässt Leslie zurück. In Palmariva trifft Peter Voss erneut auf Bobby Dodd und kann ihn erst mit einem Trick abhängen, in dessen Folge Bobby Dodd vom Präsidenten des Landes mit dem Großkreuz mit Brillanten für seine Verdienste ausgezeichnet wird.
In Marrakesch findet Peter Voss Prinz Villarossa und Mary. Er inszeniert einen Hotelbrand und erleichtert Villarossa so um seine zwei Pferdchen. Im indischen Haiderabad kann sich Peter Voss schließlich auch die drei Pferdchen des Barons sichern, während Grace McNaughty in Singapur Dolly aufspürt. Nur kurz glauben die Gauner, Grace als Geisel gegen die Herausgabe der sieben Pferdchen benutzen zu können. Am Ende findet Peter Voss auch das letzte Pferdchen.
Bobby Dodd hat unterdessen, immer noch in Marys Diensten stehend, herausgefunden, dass Peter Voss die Pferdchen an Perrier schickt. Er lässt sich die sieben bereits zugeschickten dort aushändigen, um sie Mary an ihrem 18. Geburtstag zu übergeben. Am Ende würden die Pferdchen so wieder bei den Gaunern landen. Mary hat wiederum längst erkannt, dass die hochadeligen Personen, als die Villarossa seinen Freundeskreis vorstellt, in Wirklichkeit Klein- und Großkriminelle sind. Villarossa wiederum würde von der Bande fallengelassen, wenn alle Pferdchen wieder in ihrem Besitz wären. So trifft es sich gut, dass in Bobby Dodds Pferdchentransportkoffer am Ende Peter Voss selbst sitzt, der die Kriminellen mit Bobby Dodds und Grace McNaughtys Hilfe ausschalten kann.
Bobby Dodd und Mary besteigen das Schiff zurück in die Heimat und auch die Pferdchen reisen mit. Grace McNaughty würde gern ihre Zeit mit Peter Voss verbringen, doch liefert er ihr lieber ihren Ex-Verlobten Villarossa, gut verschnürt für eine (un-)freiwillige zweite Chance mit ihr.

## Produktionsnotizen
Peter Voss, der Held des Tages wurde an Originalschauplätzen in Nizza, Marrakesch, Las Palmas, Singapur, Bangkok, Delhi, Jaipur und Las Vegas gedreht.
Die Kostüme schuf Ursula Stutz, die Filmbauten stammten von Otto Pischinger und Herta Pischinger. Der Film kam am 22. Dezember 1959 per Massenstart in die deutschen Kinos. Am 26. Dezember 1970 wurde der Film im ZDF erstmals im deutschen Fernsehen gezeigt.
Nadja Tiller hat im Film einen Cameo als Blumenverkäuferin. Ihr Ehemann Walter Giller kauft ihr als Bobby Dodd zwei Rosen ab und schenkt ihr eine mit dem Kommentar „Grüßen Sie Ihren Mann von mir.“

## Kritiken
„Die zwei Verkleidungsrollen und das buntfarbige ‚internationale‘ Milieu machen die ebenso verworrene wie amüsante Story schmackhaft“, befand der film-dienst. „Wiederum präsentiert sich O. W. Fischer in mancherlei Mummenschanz“, stellte Der Spiegel 1960 lapidar fest. Der Evangelische Film-Beobachter kam zu folgendem Schluss: „Klamaukunterhaltung mit dem Tausendsassa Peter Voss, der wie im ersten Teil wieder auf Schatzsuche um den Erdball jagt. Farbenprächtige Aufnahmen aus fernen Ländern, dazu etwas Nervenkitzel, gelungene Verkleidungsszenen und übliche Filmeinfälle.“